# Poggio-di-Nazza
Poggio-di-Nazza (kors. U Poghju di Nazza) – miejscowość i gmina we Francji, w regionie Korsyka, w departamencie Górna Korsyka.
Według danych na rok 1990 gminę zamieszkiwało 165 osób, a gęstość zaludnienia wynosiła 5 osób/km².